# Woodward (Iowa)
Woodward é uma cidade localizada no estado americano de Iowa, no Condado de Dallas.

## Demografia
Segundo o censo americano de 2000, a sua população era de 1200 habitantes.
Em 2006, foi estimada uma população de 1275, um aumento de 75 (6.3%).

## Geografia
De acordo com o United States Census Bureau tem uma área de
2,4 km², dos quais 2,4 km² cobertos por terra e 0,0 km² cobertos por água. Woodward localiza-se a aproximadamente 285 m acima do nível do mar.

## Localidades na vizinhança
O diagrama seguinte representa as localidades num raio de 16 km ao redor de Woodward.